# Coraline (jogo eletrônico)
 Coraline é um jogo eletrônico baseado no  filme do mesmo nome. Foi lançado em 27 de janeiro de 2009, para PlayStation 2, Wii e Nintendo DS. O jogo foi planejado também para Xbox 360 e PlayStation 3, apesar dessas versões nunca terem sido lançadas.